# El Progreso, Güémez
El Progreso är en ort i Mexiko.   Den ligger i kommunen Güémez och delstaten Tamaulipas, i den centrala delen av landet, 500 km norr om huvudstaden Mexico City. El Progreso ligger 178 meter över havet och antalet invånare är 179.
Terrängen runt El Progreso är platt. Runt El Progreso är det glesbefolkat, med 11 invånare per kvadratkilometer. Närmaste större samhälle är Guillermo Zúñiga, 12,9 km väster om El Progreso. Trakten runt El Progreso består till största delen av jordbruksmark.